# ジェイムズ・ラムゼイ (初代ダルハウジー侯爵)
初代ダルハウジー侯爵、第10代ダルハウジー伯爵ジェイムズ・アンドルー・ブラウン＝ラムゼイ （英: James Andrew Broun-Ramsay, 10th Earl of Dalhousie, 1st Marquess of Dalhousie, KT, PC、1812年4月22日 - 1860年12月19日）は、イギリスの政治家、貴族。
1848年から1856年にかけてインド総督を務め、近隣諸国領土や藩王国の併合を推進した。

## 経歴

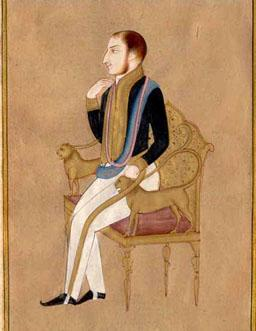
インドの絵に描かれたダルハウジー卿

1812年、スコットランド貴族第9代ダルハウジー伯爵ジョージ・ラムゼイとその妻キャサリン（旧姓ブラウン）の三男として生まれる。
ハーロー校を経てオックスフォード大学クライスト・チャーチを卒業。1836年、第8代ツィードデール侯爵ジョージ・ヘイの娘スーザンと結婚、2女をもうける。
1837年から1838年にかけてハディングトンシャー選挙区から選出されて庶民院議員を務めるも。翌年1838年3月に死去した父より第10代ダルハウジー伯爵位や連合王国貴族の第2代ダルハウジー・オブ・ダルハウジー・キャッスル男爵位などを継承し、貴族院議員に転じる。
保守党に所属し、1843年から第二次ピール内閣の商務庁副長官、1845年から商務庁長官を務める。
保守党の政治家ながらホイッグ党党首ジョン・ラッセル卿から高く評価されており、ピールの跡を受けて首相になったラッセルの決定によって1848年1月よりインド総督に就任した。
積極的な併合政策を取り、第2次シク戦争（1848年-1849年）によりパンジャーブを併合し、1852年からの第2次ビルマ戦争でペグー地方を奪取し、下ビルマ一帯をイギリス支配下においた。
既にイギリス保護領となっていたインド藩王国に対しては強引な併合政策を推し進め、養子相続を認めない「失権の原理」で、後継者の絶えたサーターラー藩王国（1849年）、ジャーンシー藩王国（1854年）、ナーグプル藩王国（1854年）、タンジャーヴール藩王国（1855年）などを、次々とイギリスへ編入した。
また、イギリスによって既に領土を奪われ、年金で暮らしていた君主たちに対しても「失権の原理」を適用し、1851年に旧マラーター王国の宰相バージー・ラーオ2世が死ぬと、その養子ナーナー・サーヒブに年金の支払いを拒否した。1855年に旧カルナータカ地方政権の当主グラーム・ムハンマド・ガウス・ハーンが死ぬと、同様の措置を取った。
1853年、デカン高原の大藩王国ニザーム藩王国からは、イギリス駐留軍駐留費の不払いを理由に、保護条約に基づき、その代償としてベラール地方を併合した。同年には同行していたスーザン夫人が体調を崩して帰国の途に就いたが、途上で死去した。
1856年、同じく北インドの大藩王国アワド藩王国に対しては、失政が行われていると理由をつけて、その王権を取り上げ、全土併合を宣言した。
彼はインドにおいて、鉄道、道路、橋、運河の建設、郵便制度や電信施設の開設・整備、軍隊・警察の拡充などにもつとめ、そのインフラ事業と藩王国の強硬な併合政策と合わせて、植民地インドの全域を以前より緊密な統一下においた総督となった。このため「近代インドの建設者」との評価もある。
1856年、任務を終えて帰国したが、一日に16時間以上も働くほどの過労のため健康を害しており、杖無しでは歩行困難な状態になっていた。1857年、ラムゼイの強引な藩王国併合政策が原因の一つとなり、インド大反乱が発生し、彼の政策は非難を受けたが、自ら反論に立つ余力もなく、健康をどんどん悪化させて、1860年12月19日には死去した。
彼には二人の娘がいたのみだったため、1849年に叙されたダルハウジー侯爵の称号は継承することができず、彼一代で終わった。ダルハウジー伯爵位は従兄弟のフォックスに継承された。長女スーザン（1837年-1898年）は2度結婚したが子供に恵まれなかった。次女エディス（1839年-1871年）はニュージーランド総督を務めた第6代ファーガソン準男爵ジェームズ・ファーガソンと結婚し、子孫を現在に残している。

## 栄典

### 爵位
- 1838年3月21日、第10代ダルハウジー伯爵（1633年創設スコットランド貴族爵位）
- 1838年3月21日、第11代ラムゼイ卿（1619年創設スコットランド貴族爵位）
- 1838年3月21日、第10代ラムゼイ卿（1633年創設スコットランド貴族爵位）
- 1838年3月21日、第2代ダルハウジー男爵（1815年創設連合王国貴族爵位）
- 1849年8月25日、初代ダルハウジー侯爵（連合王国貴族爵位）[3]

### 勲章
- 1848年、シッスル勲章士（KT）[3]

### その他名誉職
- 1843年、枢密顧問官（PC）[3]